# جانيت باترسون
جانيت باترسون (بالإنجليزية: Janet Patterson)‏ هي مصممة الإنتاج ومخرجة فنية أسترالية، ولدت في 12 أغسطس 1956 في سيدني في أستراليا، وتوفيت في 21 أكتوبر 2016.

## وصلات خارجية
- جانيت باترسون على موقع IMDb (الإنجليزية)
- جانيت باترسون على موقع قاعدة بيانات الفيلم (الإنجليزية)